# ジミー・ワイルド

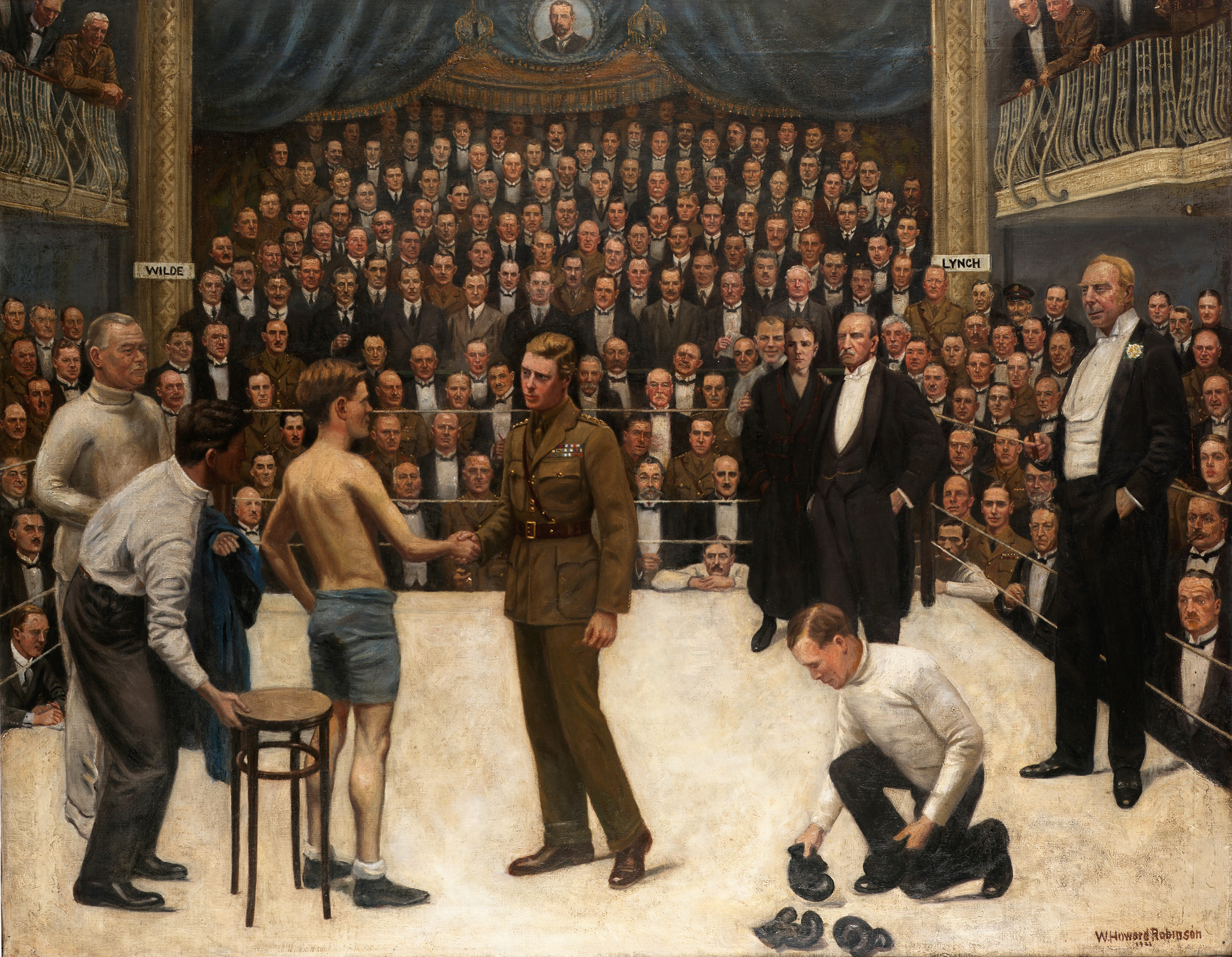
ウィリアム・ハワード・ロビンソンによる祝福の様子

ジミー・ワイルド（Jimmy Wilde、1892年5月12日 - 1969年3月10日）は、イギリスの元男子プロボクサー。ウェールズ・ケアフィリ出身。初代世界フライ級王者。

## 来歴
炭坑労働者の息子として生まれ、12歳で自らも炭坑で働くようになる。草試合への飛び入りからキャリアを始め、強打と技巧で自分より遥かに大きい選手たちを次々に殴り倒し、人気ボクサーとなる。
1916年、ヤング・ズールー・キッドとの王座決定戦に勝って初代世界フライ級王者になる。
その後、階級をバンタム級に上げ、2階級制覇を狙ったが、強豪ピート・ハーマンにその野望を阻止された。
1923年、フィリピンのパンチョ・ビラに7回KOされ、タイトルを失った。
1969年、死去。

## 通算戦績
153戦132勝（101KO）6敗2分13無効試合